# Mosińska Biblioteka Publiczna w Mosinie
Mosińska Biblioteka Publiczna – samorządowa instytucja kultury działająca na terenie miasta i gminy Mosina w województwie wielkopolskim.

## Działalność
Biblioteka gromadzi i udostępnia księgozbiór, prowadzi lekcje biblioteczne i cykliczne zajęcia dla dzieci "Czytanie przy latarce" oraz "Moliki książkowe". Organizuje też wystawy i imprezy o charakterze literacko-muzycznym (spotkania z poezją śpiewaną, "Miłosne szczęścia okruchy"), a także warsztaty literacko-plastyczne dla dzieci w okresie wakacji letnich i ferii zimowych. Biblioteka uczestniczy w Nocy Bibliotek przygotowując wydarzenia kulturalne związane z obowiązującymi w danym roku tematami. Współpracuje z lokalnymi placówkami kultury i oświaty na terenie miasta i gminy Mosina, organizując konkursy literackie (m.in. z okazji obchodów Dni Rzeczypospolitej Mosińskiej oraz corocznej prezentacji plenerowej hobbystów i kolekcjonerów Szeroko na Wąskiej), spotkania autorskie, Narodowe Czytanie i inne formy popularyzacji czytelnictwa. Gośćmi biblioteki byli m.in. Ilona Wiśniewska, Piotr Bojarski, Tanya Valko, Małgorzata Kalicińska, Dorota Schrammek, Marcin Kostrzyński. Przy bibliotece działa także Dyskusyjny Klub Książki. Biblioteka jest organizatorem gminnego konkursu międzyszkolnego "Dyktando dla leworęcznych", który odbywa się co roku w listopadzie oraz Festiwalu Kryminału Dziecięcego w Krosinku, który z kolei współtworzy razem z tamtejszą Szkołą Podstawową "Pod Lipami". Jest też ważnym centrum informacji regionalnej, gromadzi lokalne gazety i inne materiały z zakresu historii i kultury miasta i gminy Mosina. Udostępnia użytkownikom lokalną gazetę Ziemia Mosińska w wersji cyfrowej w ramach Wielkopolskiej Biblioteki Cyfrowej.

## Historia
Historia powstania bibliotek gminnych zaczyna się od wydania "Dekretu o bibliotekach i opiece nad zbiorami bibliotecznymi" 17 kwietnia 1946 roku. Na jego mocy rozpoczęto organizację bibliotek powszechnych, w pierwszej kolejności powołano biblioteki powiatowe. W 1947 roku to właśnie Powiatowa Biblioteka w Śremie doprowadziła do powstania pierwszych bibliotek publicznych na terenie powiatu, m.in. w Mosinie, której przekazała w listopadzie tegoż roku 567 tomów książek. Natomiast oficjalna rejestracja biblioteki w Mosinie nastąpiła 1 marca 1948 roku pod nazwą Miejska Biblioteka Publiczna w Mosinie. Dzięki staraniom Gminnej Rady Narodowej w tym samym roku powstała Gminna Biblioteka Publiczna, której oficjalne otwarcie nastąpiło 16 stycznia 1949 roku w ramach ogólnopolskiej akcji oddania do użytku społeczeństwa 190 bibliotek stopnia gminnego. Gminna Biblioteka Publiczna w Mosinie podlegała jednemu z członków Prezydium Gminnej Rady Narodowej. Merytoryczny nadzór nad biblioteką w Mosinie sprawowała wówczas Powiatowa Biblioteka Publiczna w Śremie, a nad nią Wojewódzka Biblioteka Publiczna w Poznaniu. Na mocy aktów prawnych z 1954 roku i 1956 roku przemianowano Gminną Bibliotekę na Gromadzką Bibliotekę w Mosinie, która z kolei w 1962 roku w wyniku reformy administracyjnej została przeniesiona do wsi Pecna. 1 stycznia 1973 roku nastąpiła zmiana administracyjna w powiatach likwidująca gromady. Wówczas przekazano Gromadzką Bibliotekę Publiczną w Pecnej, Bibliotece Publicznej Miasta Mosina. Biblioteka Publiczna Miasta Mosina posiadała od 1974 roku wyodrębniony oddział dla dzieci i cztery filie wiejskie.
Obecnie funkcjonuje pod nazwą Mosińska Biblioteka Publiczna i posiada pięć filii wiejskich, od 1990 roku podlega samorządowi gminnemu w Mosinie. Nadzór merytoryczny sprawuje nad nią Wojewódzka Biblioteka Publiczna i Centrum Animacji Kultury w Poznaniu.
W 1997 roku biblioteka w Mosinie obchodziła 50-lecie działalności. Zaproszonym gościom rozdawano pamiątkowe exlibrisy, tomik poezji lokalnego twórcy Wincentego Różańskiego oraz album Nieznana architektura. Dziesięć lat później, w 2007 roku odbyła się uroczystość 60-lecia istnienia biblioteki, której towarzyszyła wystawa pt. "Talenty czytelników". Zaprezentowano wówczas witraże, wyroby ceramiczne i koronkarskie oraz obrazy.
Od 2011 roku wszystkie zbiory są dostępne w katalogu online na stronie internetowej Mosińskiej Biblioteki Publicznej.

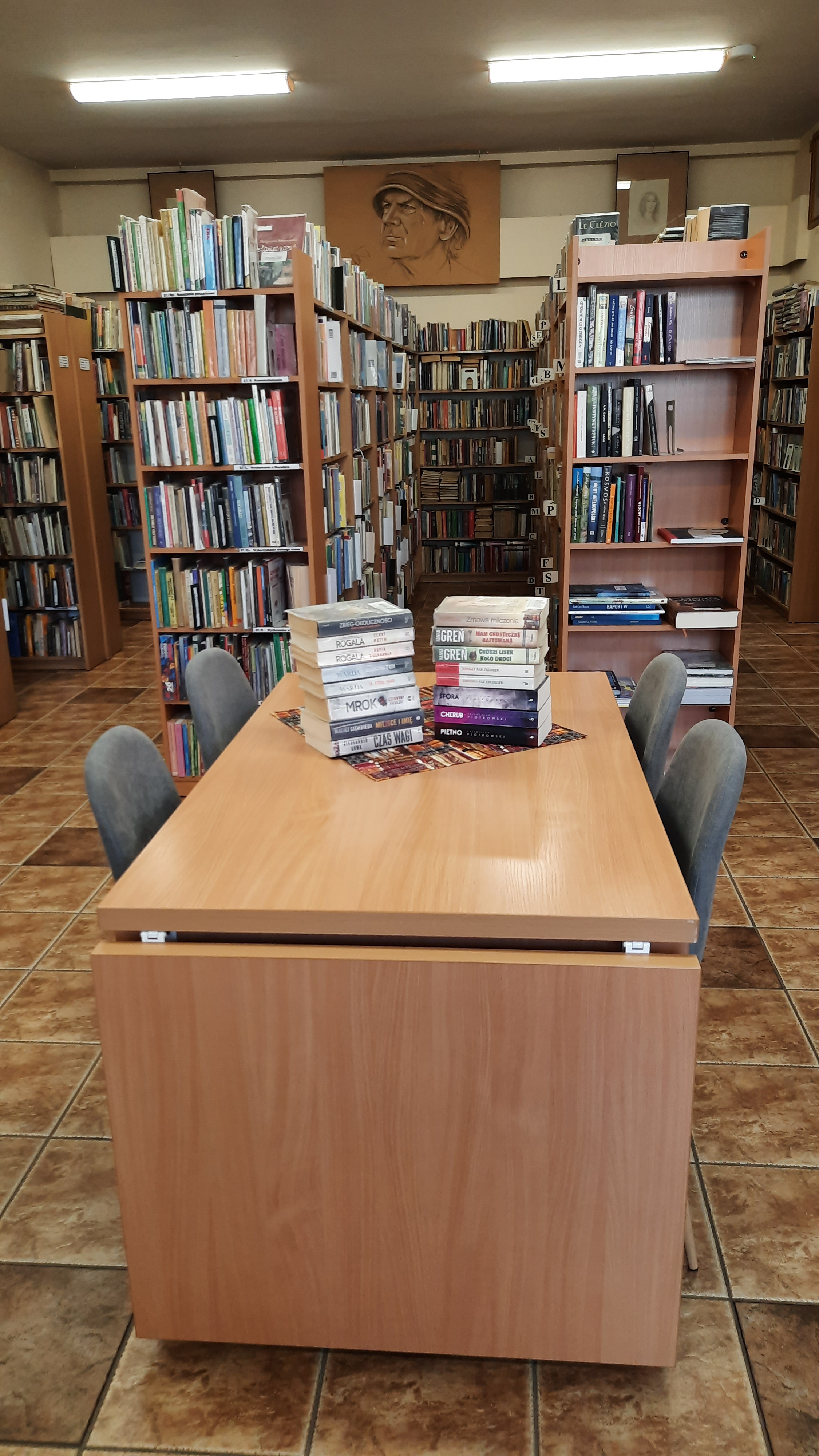
Mosińska Biblioteka Publiczna, wypożyczalnia dla dorosłych

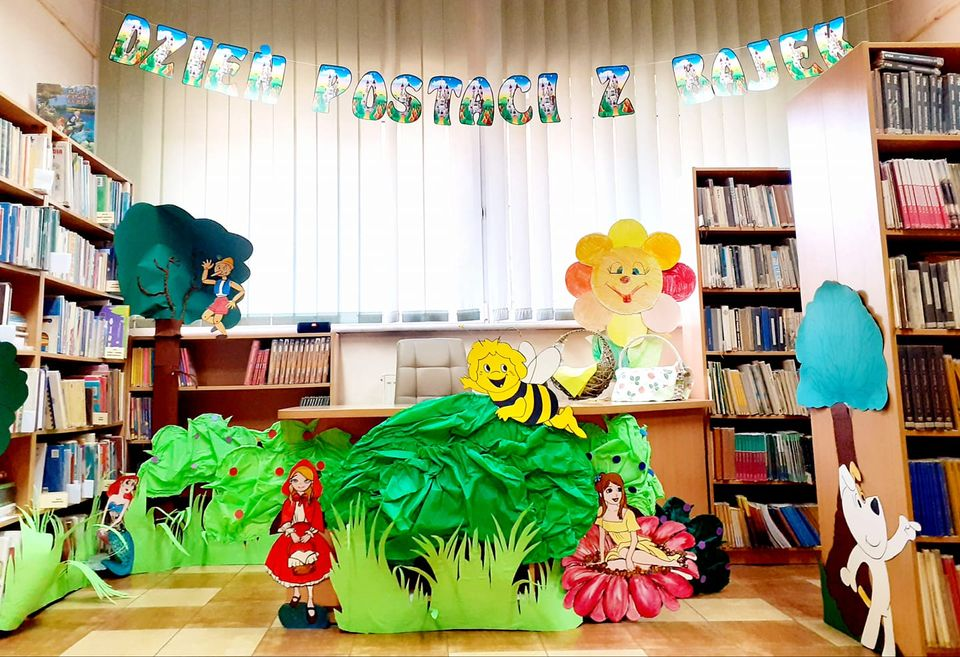
Mosińska Biblioteka Publiczna, oddział dla dzieci i młodzieży, dekoracje na Międzynarodowy Dzień Postaci z Bajek, 2019

## Siedziba i filie
Aktualnie siedzibą biblioteki jest budynek Mosińskiego Ośrodka Kultury przy ulicy Dworcowej 4. W ramach biblioteki działa wypożyczalnia dla dorosłych, oddział dla dzieci i młodzieży w Mosinie oraz pięć filii wiejskich w Czapurach, Daszewicach, Krosinku, Pecnej i Rogalinku.
Biblioteka w Mosinie na początku swojej działalności dysponowała niewielkim pomieszczeniem o powierzchni 30m². W 1970 roku bibliotekę przeniesiono do Domu Kultury oddając jej do użytkowania 140m². Wyodrębniono wówczas miejsce na wypożyczalnię dla dorosłych, oddział dla dzieci i młodzieży, pokój kierownika oraz niewielki magazyn. Od 1998 roku biblioteka otrzymała dodatkowe 50m², które wykorzystała jako miejsce na księgozbiór podręczny oraz na dział gromadzenia i opracowania. W 2007 roku oddano kolejne 50m² do użytkowania przez bibliotekę, co poskutkowało utworzeniem osobnych pomieszczeń dla oddziału dla dzieci i młodzieży. Wolne miejsce zajmowane dotąd przez księgozbiór dziecięcy wykorzystano z kolei na powiększenie wypożyczalni dla dorosłych.

## Władze biblioteki
- 1947 – 1952 – Barbara Mayerówna

- 1952 – 1956 – Maria Dworczak

- 1956 – 1957 – Maria Opielewicz

- 1957 – 1958 – Stefania Dworczak

- 1958 – 1967 – Aleksandra Pruchniewska

- 1967 – 1977 – Barbara Giel

- 1977 – 2008 – Aleksandra Pruchniewska

- 2008 – 2018 – Krystyna Przynoga

- 2018 – obecnie – Karolina Talarczyk-Wieczorek[17]